# Henk Poppe
Hendrikus Johannes Jan Joseph Poppe, detto Henk (Nijverdal, 12 luglio 1952), è un ex ciclista su strada olandese.
Professionista nel 1974 e nel 1975, vinse una tappa al Tour de France 1974.

## Carriera
Da junior fu campione nazionale nel 1969, mentre da dilettante fu quindicesimo ai campionati del mondo 1971 e campione nazionale militari 1972.
Passò professionista nel 1974 con la squadra olandese Frisol; proprio nel 1974 debuttò al Tour de France vincendo la tappa di Plymouth, prima storica frazione della Grande Boucle nel Regno Unito. Nella stagione successiva partecipò invece alla Vuelta a España ed al Giro d'Italia, ottenendo un terzo posto nella tappa di Fiorano Modenese.
Abbandonò l'attività pro al termine della stagione 1975. Negli anni 2000 il figlio Jeroen ha anch'egli svolto l'attività di ciclista, ma solo a livello dilettantistico.

## Palmarès
- 1969 (Juniors, una vittoria)

Campionati olandesi, Prova in linea juniors
- 1971 (Dilettanti, una vittoria)

Tour du Limbourg Amateurs (Stein)
- 1972 (Dilettanti, tre vittorie)

Campionati olandesi, Prova in linea militari
Dorpenomloop door Drenthe
Classifica generale Omloop van Zeeuws-Vlaanderen
- 1974 (Frisol, una vittoria)

2ª tappa Tour de France (Plymouth > Plymouth)

### Altri successi
- 1974

Criterium di Belsele

## Piazzamenti

### Grandi Giri
- Giro d'Italia

1975: ritirato (4ª tappa)
- Tour de France

1974: ritirato (11ª tappa)
- Vuelta a España

1975: ritirato (4ª tappa)

### Competizioni mondiali
- Campionati del mondo su strada

Mendrisio 1971 - In linea dilettanti: 15º